# Impasse Questre
L'impasse Questre est une voie située dans le quartier de la Folie-Méricourt du 11e arrondissement de Paris.

## Situation et accès
L'impasse Questre est desservie à proximité par la ligne 2 à la station Couronnes.

## Origine du nom
La rue tire son nom de celui d'un ancien  propriétaire local.

## Historique
Cette voie ouverte sous le nom d'« impasse Saint-Joseph », cette voie prend sa dénomination actuelle par arrêté du 1er février 1877.